# خوتیا
خوتیا (به لاتین: Khutia) یک منطقهٔ مسکونی در گرجستان است که در ناحیه گولریپشی واقع شده‌است.